# Ptaki obserwowane w Polsce, lecz nie zaliczone do polskiej awifauny
Ptaki obserwowane w Polsce, lecz niezaliczone do polskiej awifauny – gatunki ptaków, które według klasyfikacji AERC zaliczono do kategorii D (pochodzenie niepewne) oraz E (pojaw nienaturalny). Do 1 stycznia 2023 r. stwierdzono w Polsce wystąpienie 83 takich gatunków (według podziału przyjętego przez Komisję Faunistyczną Sekcji Ornitologicznej Polskiego Towarzystwa Zoologicznego, która zajmuje się weryfikacją obserwacji).

## Lista
| Nazwa polska                              | Nazwa łacińska              | Kat. AERC |
| Rząd: kazuarowe (Casuariiformes)          |                             |           |
| Rodzina: kazuarowate (Casuariidae)        |                             |           |
| emu                                       | Dromaius novaehollandiae    | E         |
| Rząd: blaszkodziobe (Anseriformes)        |                             |           |
| Rodzina: kaczkowate (Anatidae)            |                             |           |
| drzewica dwubarwna                        | Dendrocygna bicolor         | E         |
| drzewica wędrowna                         | Dendrocygna arcuata         | E         |
| sterniczka jamajska                       | Oxyura jamaicensis          | D         |
| koskoroba                                 | Coscoroba coscoroba         | E         |
| łabędź czarnoszyi                         | Cygnus melancoryphus        | E         |
| łabędź czarny                             | Cygnus atratus              | E         |
| łabędź trąbiący                           | Cygnus buccinator           | E         |
| gęś tybetańska                            | Anser indicus               | D         |
| śnieżyca duża                             | Anser caerulescens          | D         |
| śnieżyca mała                             | Anser rossii                | D         |
| śnieżyca cesarska                         | Anser canagicus             | E         |
| bernikla północna                         | Branta hutchinsii           | D         |
| gągołek                                   | Bucephala albeola           | D         |
| sierpiec                                  | Bucephala islandica         | D         |
| kapturnik                                 | Lophodytes cucullatus       | D         |
| kazarka nadobna                           | Radjah radjah               | E         |
| kazarka szarogłowa                        | Tadorna cana                | E         |
| hełmiatka różowodzioba                    | Netta peposaca              | E         |
| cynamonka                                 | Spatula cyanoptera          | E         |
| czuprynka                                 | Mareca falcata              | D         |
| kaczka chińska                            | Anas zonorhyncha            | E         |
| kaczka pstrodzioba                        | Anas poecilorhyncha         | E         |
| świstun chilijski                         | Mareca sibilatrix           | E         |
| cyraneczka kasztanowata                   | Anas castanea               | E         |
| rożeniec białolicy                        | Anas bahamensis             | E         |
| cyraneczka żółtodzioba                    | Anas flavirostris           | E         |
| karolinka                                 | Aix sponsa                  | E         |
| grzywoszyjka andyjska                     | Oressochen melanopterus     | E         |
| grzywienka zwyczajna                      | Chenonetta jubata           | E         |
| cudokaczka                                | Callonetta leucophrys       | E         |
| Rząd: grzebiące (Galliformes)             |                             |           |
| Rodzina: kurowate (Phasianidae)           |                             |           |
| góropatwa czerwona                        | Alectoris rufa              | E         |
| bażant królewski                          | Syrmaticus reevesii         | E         |
| bażant złocisty                           | Chrysolophus pictus         | E         |
| bażant diamentowy                         | Chrysolophus amherstiae     | E         |
| kiściec srebrzysty                        | Lophura nycthemera          | E         |
| Rząd: flamingowe (Phoenicopteriformes)    |                             |           |
| Rodzina: flamingi (Phoenicopteridae)      |                             |           |
| flaming karmazynowy                       | Phoenicopterus ruber        | E         |
| flaming mały                              | Phoenicopterus minor        | E         |
| flaming chilijski                         | Phoenicopterus chilensis    | E         |
| Rząd: gołębiowe (Columbiformes)           |                             |           |
| Rodzina: gołębiowate (Columbidae)         |                             |           |
| gołąb okularowy                           | Columba guinea              | E         |
| cukrówka                                  | Streptopelia roseogrisea    | E         |
| synogarlica senegalska                    | Spilopelia senegalensis     | D         |
| turkaweczka czarnogardła                  | Oena capensis               | E         |
| gołąbek diamentowy                        | Geopelia cuneata            | E         |
| Rząd: żurawiowe (Gruiformes)              |                             |           |
| Rodzina: chruściele (Rallidae)            |                             |           |
| modrzyk                                   | Porphyrio porphyrio         | D         |
| modrzyk siwogłowy                         | Porphyrio poliocephalus     | E         |
| Rząd: siewkowe (Charadriiformes)          |                             |           |
| Rodzina: pijawniki (Pluvianidae)          |                             |           |
| pijawnik                                  | Pluvianus aegyptius         | E         |
| Rząd: pingwiny (Sphenisciformes)          |                             |           |
| Rodzina: pingwiny (Spheniscidae)          |                             |           |
| pingwin skalny                            | Eudyptes chrysocome         | E         |
| Rząd: bocianowe (Ciconiiformes)           |                             |           |
| Rodzina: bociany (Ciconiidae)             |                             |           |
| dławigad afrykański                       | Mycteria ibis               | E         |
| bocian białobrzuchy                       | Ciconia abdimii             | E         |
| Rząd: pelikanowe (Pelecaniformes)         |                             |           |
| Rodzina: pelikany (Pelecanidae)           |                             |           |
| pelikan mały                              | Pelecanus rufescens         | E         |
| Rodzina: ibisy (Threskiornithidae)        |                             |           |
| ibis grzywiasty                           | Geronticus eremita          | E         |
| ibis czczony                              | Threskiornis aethiopicus    | E         |
| ibis szkarłatny                           | Eudocimus ruber             | E         |
| warzęcha czerwonolica                     | Platalea alba               | E         |
| Rząd: kondorowe (Cathartiformes)          |                             |           |
| Rodzina: kondorowate (Cathartidae)        |                             |           |
| sępnik różowogłowy                        | Cathartes aura              | E         |
| Rząd: szponiaste (Accipitriformes)        |                             |           |
| Rodzina: jastrzębiowate (Accipitridae)    |                             |           |
| bielik amerykański                        | Haliaeetus leucocephalus    | E         |
| bielik olbrzymi                           | Haliaeetus pelagicus        | E         |
| myszołowiec towarzyski                    | Parabuteo unicinctus        | E         |
| sęp plamisty                              | Gyps rueppellii             | E         |
| Rząd: kraskowe (Coraciiformes)            |                             |           |
| Rodzina: żołny (Meropidae)                |                             |           |
| żołna szkarłatna                          | Merops nubicus              | E         |
| Rodzina: kraski (Coraciidae)              |                             |           |
| kraska liliowopierśna                     | Coracias caudatus           | E         |
| Rząd: sokołowe (Falconiformes)            |                             |           |
| Rodzina: sokołowate (Falconidae)          |                             |           |
| karakara czarnobrzucha                    | Caracara plancus            | E         |
| Rząd: papugowe (Psittaciformes)           |                             |           |
| Rodzina: papugowate (Psittacidae)         |                             |           |
| mnicha                                    | Myiopsitta monachus         | E         |
| patagonka                                 | Cyanoliseus patagonus       | E         |
| Rodzina: papugi wschodnie (Psittaculidae) |                             |           |
| księżniczka słoneczna                     | Polytelis anthopeplus       | E         |
| aleksandretta obrożna                     | Psittacula krameri          | E         |
| aleksandretta większa                     | Psittacula eupatria         | E         |
| aleksandretta chińska                     | Psittacula derbiana         | E         |
| rozella białolica                         | Platycercus eximius         | E         |
| rozella królewska                         | Platycercus elegans         | E         |
| rozella czarnogłowa                       | Barnardius zonarius         | E         |
| nierozłączka czerwonoczelna               | Agapornis roseicollis       | E         |
| nierozłączka czarnogłowa                  | Agapornis personatus        | E         |
| Rząd: wróblowe (Passeriformes)            |                             |           |
| Rodzina: krukowate (Corvidae)             |                             |           |
| wrona orientalna                          | Corvus splendens            | E         |
| Rodzina: jemiołuszki (Bombycillidae)      |                             |           |
| jemiołuszka japońska                      | Bombycilla japonica         | E         |
| Rodzina: szpakowate (Sturnidae)           |                             |           |
| majna brunatna                            | Acridotheres tristis        | E         |
| Rodzina: muchołówkowate (Muscicapidae)    |                             |           |
| pleszka białogłowa                        | Chaimarrornis leucocephalus | E         |
| Rodzina: astryldowate (Estrildidae)       |                             |           |
| zeberka zwyczajna                         | Taeniopygia guttata         | E         |
| Rodzina: łuszczakowate (Fringillidae)     |                             |           |
| kulczyk królewski                         | Serinus pusillus            | E         |
| Rodzina: trznadle (Emberizidae)           |                             |           |
| trznadel żółtogardły                      | Schoeniclus elegans         | E         |
| Rodzina: kardynały (Cardinalidae)         |                             |           |
| łuszczyk indygowy                         | Passerina cyanea            | D         |
| kardynał szkarłatny                       | Cardinalis cardinalis       | E         |